# Kirchenkreis Schlüchtern
Der Kirchenkreis Schlüchtern war ein Kirchenkreis der Evangelischen Kirche von Kurhessen-Waldeck (EKKW) im Sprengel Hanau-Hersfeld. Zum 1. Januar 2020 fusionierte er mit dem benachbarten Kirchenkreis Gelnhausen zum Kirchenkreis Kinzigtal. Sitz des Dekanats und des Kirchenkreisamtes war Schlüchtern, letzter Leiter war Dekan Wilhelm Hammann.
In den 10 Gemeinden des Kirchenkreises lebten 23.655 evangelische Christen. 25 Pfarrerinnen und Pfarrer (aus Kirchengemeinden, Klinikseelsorge und Schuldienst) bildeten zusammen die Pfarrkonferenz. 

## Gemeinden
Der Kirchenkreis bestand (Stand 2019) aus folgenden Kirchengemeinden:
- Schlüchtern (Stadtkirche St. Michael, Ev. Kirche Elm, Petrus-Lotichius-Kirche Niederzell, Ev. Kirche Gundhelm, Ev. Kirche Hutten)
- Hohenzell-Bellings-Ahlersbach (Ev. Kirche Hohenzell, Elisabethkirche Bellings)
- Ramholz (Ev. Kirche Ramholz)
- Wallroth-Breitenbach-Kressenbach (Ev. Kirche Wallroth, Ev. Kirche Breitenbach)
- Bad Soden-Salmünster (Erlöserkirche)
- Hintersteinau (Ev. Kirche Hintersteinau)
- Steinau (Katharinenkirche, Reinhardskirche)
- Christusgemeinde Sinntal-Marjoß (Christi-Himmelfahrt-Kirche Altengronau, Maria-Magdalenen-Kirche Marjoß, Ev. Kirche Oberzell, Ev. Kirche Sterbfritz)
- Mottgers-Weichersbach-Schwarzenfels
- Lukasgemeinde Kalbach (Ev. Kirche Oberkalbach)

## Lage
Er grenzte an die kurhessischen Kirchenkreise Fulda im Norden und Gelnhausen im Süden. Im Westen schloss sich die Evangelische Kirche in Hessen und Nassau und im Osten die Evangelisch-Lutherische Kirche in Bayern an.